# Episodi di Superstore (terza stagione)
La terza stagione della serie televisiva Superstore è stata trasmessa in prima visione assoluta negli Stati Uniti d'America da NBC dal 28 settembre 2017 al 3 maggio 2018.
In Italia, la stagione è stata trasmessa in prima visione a pagamento da Joi, canale della piattaforma Mediaset Premium, dal 3 ottobre al 12 dicembre 2018.
| n° | Titolo originale    | Titolo italiano                      | Prima TV USA      | Prima TV Italia  |
| -- | ------------------- | ------------------------------------ | ----------------- | ---------------- |
| 1  | Grand Re-Opening    | La grande riapertura                 | 28 settembre 2017 | 3 ottobre 2018   |
| 2  | Brett's Dead        | Il trauma di Dina                    | 5 ottobre 2017    | 3 ottobre 2018   |
| 3  | Part-Time Hires     | Assunzioni part-time                 | 12 ottobre 2017   | 10 ottobre 2018  |
| 4  | Workplace Bullying  | Bullismo sul lavoro                  | 19 ottobre 2017   | 10 ottobre 2018  |
| 5  | Sal's Dead          | Felice Halloween                     | 26 ottobre 2017   | 17 ottobre 2018  |
| 6  | Health Fund         | Il fondo salute                      | 2 novembre 2017   | 17 ottobre 2018  |
| 7  | Christmas Eve       | La vigilia di Natale                 | 5 dicembre 2017   | 24 ottobre 2018  |
| 8  | Viral Video         | Video virale                         | 4 gennaio 2018    | 24 ottobre 2018  |
| 9  | Golden Globes Party | Il party per i Golden Globes         | 11 gennaio 2018   | 31 ottobre 2018  |
| 10 | High Volume Store   | Quadrupla A                          | 18 gennaio 2018   | 31 ottobre 2018  |
| 11 | Angels and Mermaids | Angeli e sirene                      | 25 gennaio 2018   | 7 novembre 2018  |
| 12 | Groundhog Day       | Il giorno della marmotta             | 1º febbraio 2018  | 7 novembre 2018  |
| 13 | Video Game Release  | Caccia al videogame                  | 1º marzo 2018     | 14 novembre 2018 |
| 14 | Safety Training     | Sicurezza sul lavoro                 | 8 marzo 2018      | 14 novembre 2018 |
| 15 | Amnesty             | Amnistia                             | 15 marzo 2018     | 21 novembre 2018 |
| 16 | Target              | Concorrenza sleale                   | 22 marzo 2018     | 21 novembre 2018 |
| 17 | District Manager    | Pari opportunità                     | 29 marzo 2018     | 28 novembre 2018 |
| 18 | Local Vendors Day   | La giornata del piccolo commerciante | 5 aprile 2018     | 28 novembre 2018 |
| 19 | Lottery             | Strategie di risparmio               | 12 aprile 2018    | 5 dicembre 2018  |
| 20 | Gender Reveal       | Maschietto o femminuccia?            | 19 aprile 2018    | 5 dicembre 2018  |
| 21 | Aftermath           | Una grande famiglia                  | 26 aprile 2018    | 12 dicembre 2018 |
| 22 | Town Hall           | Un piano perfetto                    | 3 maggio 2018     | 12 dicembre 2018 |

## La grande riapertura
- Titolo originale: Grand Re-Opening
- Diretto da: Matt Sohn
- Scritto da: Justin Spitzer

## Il trauma di Dina
- Titolo originale: Brett's Dead
- Diretta da: Ryan Case
- Scritto da: Sierra Teller Ornelas

### Trama
Lo Staff tiene un servizio funebre per Brett. Amy è preoccupata per il fatto che Dina abbia a che fare con la propria ansia. Jonah cerca di conoscere il passato di Garrett.

## Assunzioni part-time
- Titolo originale: Part-Time Hires
- Scritto da: Todd Biermann
- Diretta da: Josh Malmuth

### Trama
Emma riceve un lavoro al negozio mente Amy chiede a Jonah un consiglio per quanto riguarda i suoi genitori. Garrett e Dina discutono sul fatto chi ha rotto con chi. Kelly deve affrontare una giornata no.

## Bullismo sul lavoro
- Titolo originale: Workplace Bullying
- Diretto da: Tristram Shapeero
- Scritto da: Bridget Kyle e Vicky Luu

### Trama
Dopo un tentativo di rapina, sorgono tensioni tra Dina e Jonah. Glenn passa un momento difficile perché deve licenziare una guardia di sicurezza. Amy è arrabbiata perché i suoi colleghi hanno deciso di uscire senza di lei.

## Felice Halloween
- Titolo originale: Sal's Dead
- Diretto da: Geeta V. Patel
- Scritto da:

### Trama
Glenn e Dina entrano in panico quando un cadavere viene scoperto nel negozio ad Halloween. Nel frattempo Garrett e Amy si mettono nei guai usano un'applicazione di appuntamento sul cellulare di Jonah. Mateo subisce la tortura di Halloween da parte di Cheyenne.

## Il fondo salute
- Titolo originale: Health Fund
- Diretto da: Victor Nelli, Jr.
- Scritto da: Jackie Clarke

### Trama
Mentre Mateo chiede consigli sui rimedi naturali per un'infezione all'orecchio, Amy e Jonah decidono di offrire un'alternativa al terribile piano di Cloud per quanto riguarda la assicurazione sanitaria. Glenn chiede aiuto a Dina per ottenere cure mediche per la sua condizione imbarazzante.